# Lhuis
Lhuis település Franciaországban, Ain megyében. Lakosainak száma 891 fő (2022. január 1.). Lhuis Ambléon, Briord, Conzieu, Marchamp, Brangues, Creys-Mépieu, Saint-Victor-de-Morestel és Groslée-Saint-Benoît községekkel határos.

## Népesség
A település népességének változása:
| Lakosok száma | 597  | 640  | 587  | 805  | 880  | 887  | 889  | 894  | 893  | 891  |
|               | 1968 | 1982 | 1990 | 2006 | 2013 | 2015 | 2017 | 2019 | 2020 | 2022 |